# Montainville (Eure-et-Loir)
Montainville ist eine Ortschaft und eine ehemalige französische Gemeinde mit 323 Einwohnern (Stand: 1. Januar 2022) im Département Eure-et-Loir in der Region Centre-Val de Loire. Sie gehörte zum Arrondissement Chartres und zum Kanton Voves.
Mit Wirkung vom 1. Januar 2016 wurden die bisherigen Gemeinden Voves, Montainville, Rouvray-Saint-Florentin und Villeneuve-Saint-Nicolas zu einer Commune nouvelle mit dem Namen Les Villages Vovéens zusammengeschlossen und verfügen in der neuen Gemeinde über den Status einer Commune déléguée. Der Verwaltungssitz befindet sich im Ort Voves.

## Geografie
Zur vormaligen Gemeinde Montainville gehören neben der gleichnamigen Hauptsiedlung auch die Weiler Bois-Saint-Martin, La Doderie, Le Grand-Chavernay, Meigneville, Moulin de Chavernay, Moulin de Villequoy und Villequoy. Nachbarorte sind Boncé im Norden, Pézy (Berührungspunkt) im Nordosten, Villeneuve-Saint-Nicolas im Osten, Rouvray-Saint-Florentin im Südosten, Le Gault-Saint-Denis im Südwesten und Meslay-le-Vidame im Westen.

## Bevölkerungsentwicklung
| Jahr      | 1962 | 1968 | 1975 | 1982 | 1990 | 1999 | 2008 | 2015 |
| --------- | ---- | ---- | ---- | ---- | ---- | ---- | ---- | ---- |
| Einwohner | 373  | 304  | 240  | 272  | 296  | 334  | 322  | 321  |

## Sehenswürdigkeiten

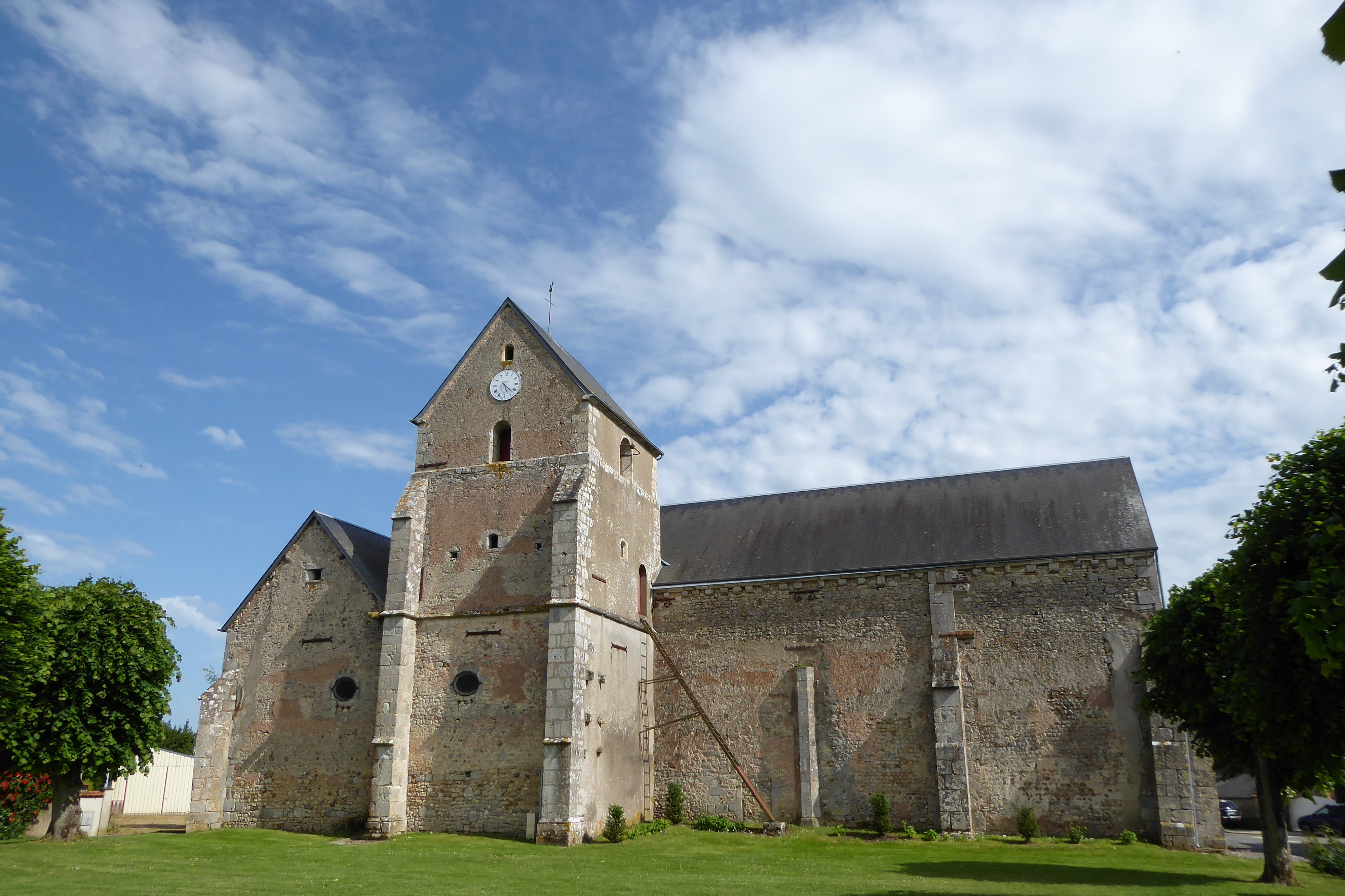
Kirche Saint-Hilaire

- Kirche Saint-Hilaire